# Associação Atlética Palmeira
A Associação Atlética Palmeira é um clube de futebol brasileiro sediado em Palmeira, no estado do Paraná.
Disputou a Taça Paraná Amador em dez oportunidades: 1984, 1986 até 1988, 1991 até 1994, 1996 e 2007. Se sagrou campeão na edição de 1992, enfrentando na final a Desportiva, de Jacarezinho, empatando pelo placar de 2–2. Garantiu vaga no Sul-Brasileiro de Amadores de 1993, terminando na 3.ª colocação.

## Títulos
| ESTADUAIS | ESTADUAIS   | ESTADUAIS | ESTADUAIS  |
|           | Competição  | Títulos   | Temporadas |
| --------- | ----------- | --------- | ---------- |
|           | Taça Paraná | 1         | 1992       |

## Rival
O clube faz rivalidade com o Ypiranga De Palmeira Onde o clássico e chamado de ''Clássico da palmeira''.  